# Karolina Łuczkowska
Karolina Irena Łuczkowska – doktor habilitowana nauk medycznych i nauk o zdrowiu; ekspertka w dziedzinie biologii molekularnej nowotworów, neuropatologii, neuronauki komórkowej, chorób neurodegeneracyjnych oraz onkohematologii związana z Wydziałem Medycyny i Stomatologii Pomorskiego Uniwersytetu Medycznego w Szczecinie; laureatka Nagrody Zaufania Złoty OTIS w kategorii: debiut naukowy w medycynie; biotechnolog; epigenetyk.
Stopień naukowy doktora uzyskała w 2020 na podstawie pracy Mechanizm działania bortezomibu w aspekcie wybranych parametrów molekularnych i klinicznych przygotowanej pod kierunkiem prof. Bogusława Machalińskiego. Habilitowała się w 2023, przedstawiając pracę Wpływ czynników molekularnych i epigenetycznych na rozwój polineuropatii obwodowej u pacjentów ze szpiczakiem plazmocytowym.

## Wybrane publikacje
- The Potential Role of Proinflammatory Cytokines and Complement Components in the Development of Drug-Induced Neuropathy in Patients with Multiple Myeloma[6]
- Bortezomib induces methylation changes in neuroblastoma cells that appear to play a significant role in resistance development to this compound[7]
- Plasma Levels of Interleukins 36α, 36β, and 37 in Patients with Psoriasis and Their Correlation with Disease Activity Parameters[8]